# Pasja (film 2004)
Pasja (ang. The Passion of the Christ) – dramat filmowy z 2004 roku w reżyserii Mela Gibsona.
Obraz odtwarza dwanaście godzin w życiu Jezusa poprzedzających jego ukrzyżowanie. Premiera filmu odbyła się w Środę Popielcową 25 lutego 2004 roku. Zapowiedziano też kontynuację pt. "Męka Jezusa Chrystusa – Zmartwychwstanie".

## Treść
Film otwiera modlitwa Jezusa w ogrodzie Oliwnym po ostatniej wieczerzy, w której opiera się on podszeptom szatana. Zdradzony przez Judasza Iskariotę, zabrany zostaje do Jerozolimy, gdzie pod zarzutem bluźnierstwa staje przed Poncjuszem Piłatem, który nie stwierdzając istotnej winy, decyduje o poddaniu obwinionego jedynie chłoście. Wyrok w sprawie pozostawiony jest jednak faktycznie tłumowi, który uparcie domagając się ukrzyżowania, zdecydowanie wybiera ułaskawienie mordercy Barabasza, zaś Jezusa skazuje na śmierć. Spełniając jedynie wolę tłumu, rzymski namiestnik rytualnie umywa ręce od winy za przelaną krew.
Jezus zostaje następnie obarczony drzewem krzyża, który wśród napastliwego motłochu dźwiga ulicami Jerozolimy na szczyt Golgoty. Tam zostaje do niego przybity i umiera z przedśmiertnymi słowami: Ojcze, w Twoje ręce powierzam ducha Mego. W końcowych scenach przedstawiono zmartwychwstanie Chrystusa i jego wyjście z zamkniętego grobu.

## Obsada
- James Caviezel – Jezus Chrystus
- Maia Morgenstern – Maria, matka Jezusa
- Christo Żiwkow – apostoł Jan
- Monica Bellucci – Maria Magdalena
- Rosalinda Celentano – Szatan
- Francesco De Vito – Szymon Piotr
- Christo Szopow – Poncjusz Piłat
- Claudia Gerini – Klaudia Prokula
- Luca Lionello – Judasz Iskariota
- Mattia Sbragia – Józef Kajfasz
- Toni Bertorelli – Annasz
- Luca de Dominicis – Herod
- Pietro Sarubbi – Barabasz
- Sergio Rubini – Dobry Łotr (Dyzma)
- Chokri Ben Zagden – apostoł Jakub Starszy
- Andrea Refuto – młody Jezus
- Matt Patresi – Janus
- Jarreth J. Merz – Szymon Cyrenejczyk
- Giacinto Ferro – Józef z Arymatei
- Sabrina Impacciatore – Weronika
- Fabio Sartor – centurion Abenader
- Olek Mincer – Nikodem
- Francesco Cabras – Zły Łotr (Gestas)
- Roberto Bestazzoni – Malchus
- Romuald Kłos – legionista, dziesiętnik nadzorujący chłostę
- Dario D'Ambrosi – legionista wykonujący chłostę
- Lellio Giulivo – okrutny legionista

## Realizm przedstawienia
Film nakręcono we Włoszech w miejscowościach Matera i Craco w Basilikacie oraz w rzymskim studiu Cinecittà.
Scenariusz powstał na podstawie zapisów z czterech Ewangelii oraz wizji Anny Katarzyny Emmerich zawartych w dokumencie Żywot i bolesna męka Pana naszego Jezusa Chrystusa i Najświętszej Matki Jego Maryi (1833). Dla zwiększenia realistycznego odbioru kwestie aktorów wypowiadane są wyłącznie w historycznych językach używanych w czasach Chrystusa: w aramejskim, hebrajskim, greckim i łacinie. O realizmie filmu względem ukazanych w nim scen przemocy wypowiadał się antropolog René Girard.

## Kontrowersje i reakcja publiczności
Film wzbudzał wiele kontrowersji na długo przed jego ukończeniem, szczególnie wśród środowisk katolickich. Wątpliwości dotyczyły m.in. tego, czy sposób ukazania losu Chrystusa, nie będzie graniczył z bluźnierstwem. Protestowały również środowiska żydowskie, dopatrujące się w filmie silnych akcentów antysemickich w kwestii bezpośredniego obwinienia Żydów za śmierć Chrystusa. Niedługo przed premierą kopie filmu zaprezentowano katolickim duchownym, którzy aprobowali film, zachęcając do jego obejrzenia. Pojawiły się jednak liczne głosy krytykujące twórcę za ukazanie nadmiernego okrucieństwa i sadyzmu.
Papież Jan Paweł II obejrzał produkcję w całości, wyrażając swe uznanie słowami „Tak właśnie było”. Łucja dos Santos, będąca świadkiem objawień fatimskich, obejrzała film tuż przed swoją śmiercią, a zaprezentował jej go osobiście Mel Gibson.
O pozytywnym przyjęciu Pasji przez widzów świadczy zysk z oglądalności (tzw. box office): film uplasował się na trzecim miejscu wśród najlepszych filmów 2004 roku (przed nim Shrek 2 i Spider-Man 2), a w rankingu najlepszych filmów wszech czasów zajmuje obecnie dwudziestą czwartą pozycję. Przy zaledwie kilkudziesięciomilionowym budżecie, obraz przyniósł zyski w wysokości ponad sześciuset milionów dolarów.
W 2005 roku na krótko przed Wielkanocą w niektórych krajach ponownie wprowadzono Pasję do kin, lecz już w wersji okrojonej przez reżysera, gdy z filmu wycięto najdrastyczniejsze sceny dla złagodzenia odbioru wśród widzów.

## Nagrody i ocena
Film otrzymał 3 nominacje do Oscara w kategoriach Najlepsza Muzyka, Najlepsze Zdjęcia i Najlepsza Charakteryzacja. Ponadto James Caviezel uzyskał nominację do MTV Movie Awards w kategorii Najlepszy Aktor.